# Callaeidae
I Calleidi (Callaeidae Sundevall, 1836) sono una famiglia di uccelli dell'ordine dei Passeriformi.

## Descrizione

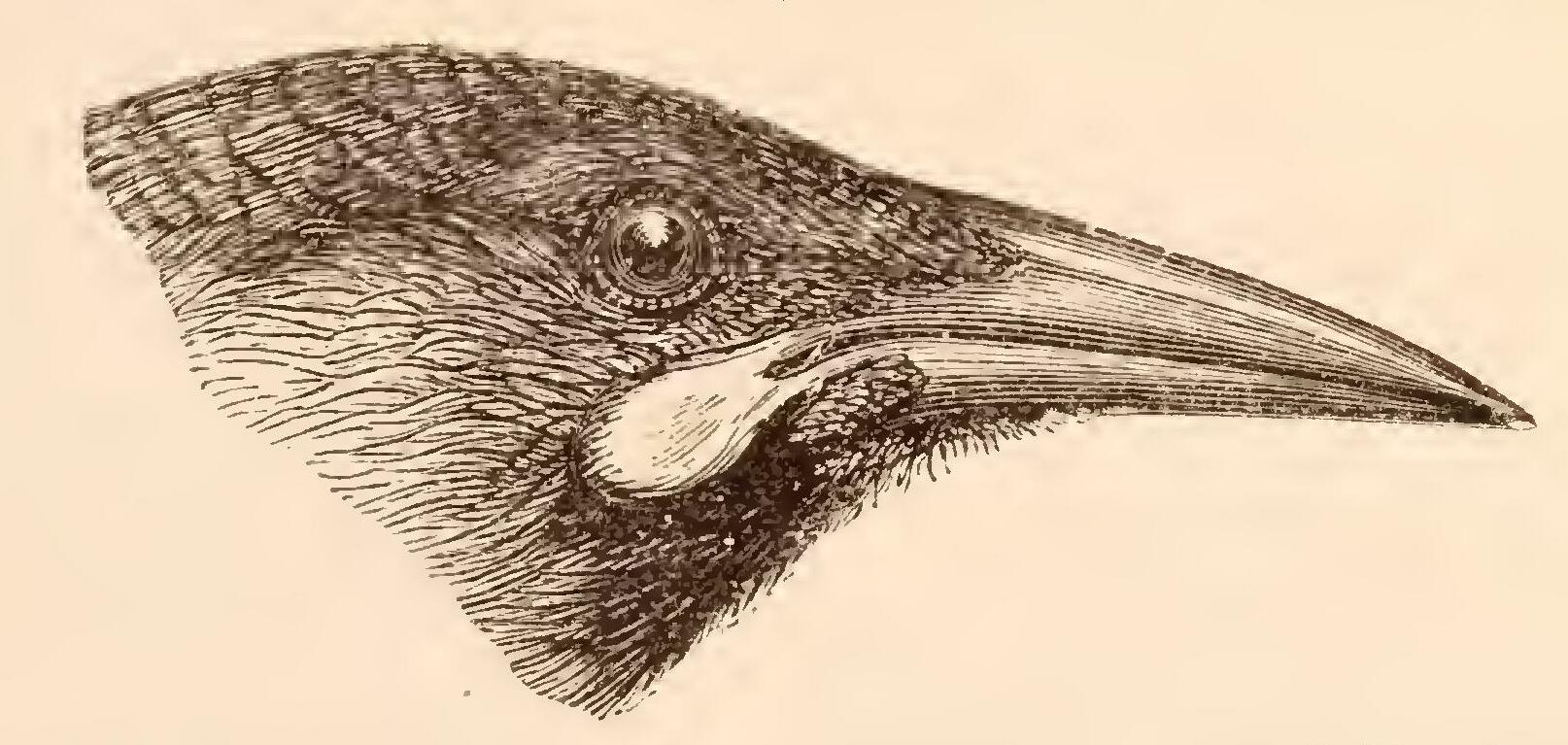
Testa di sellarossa.

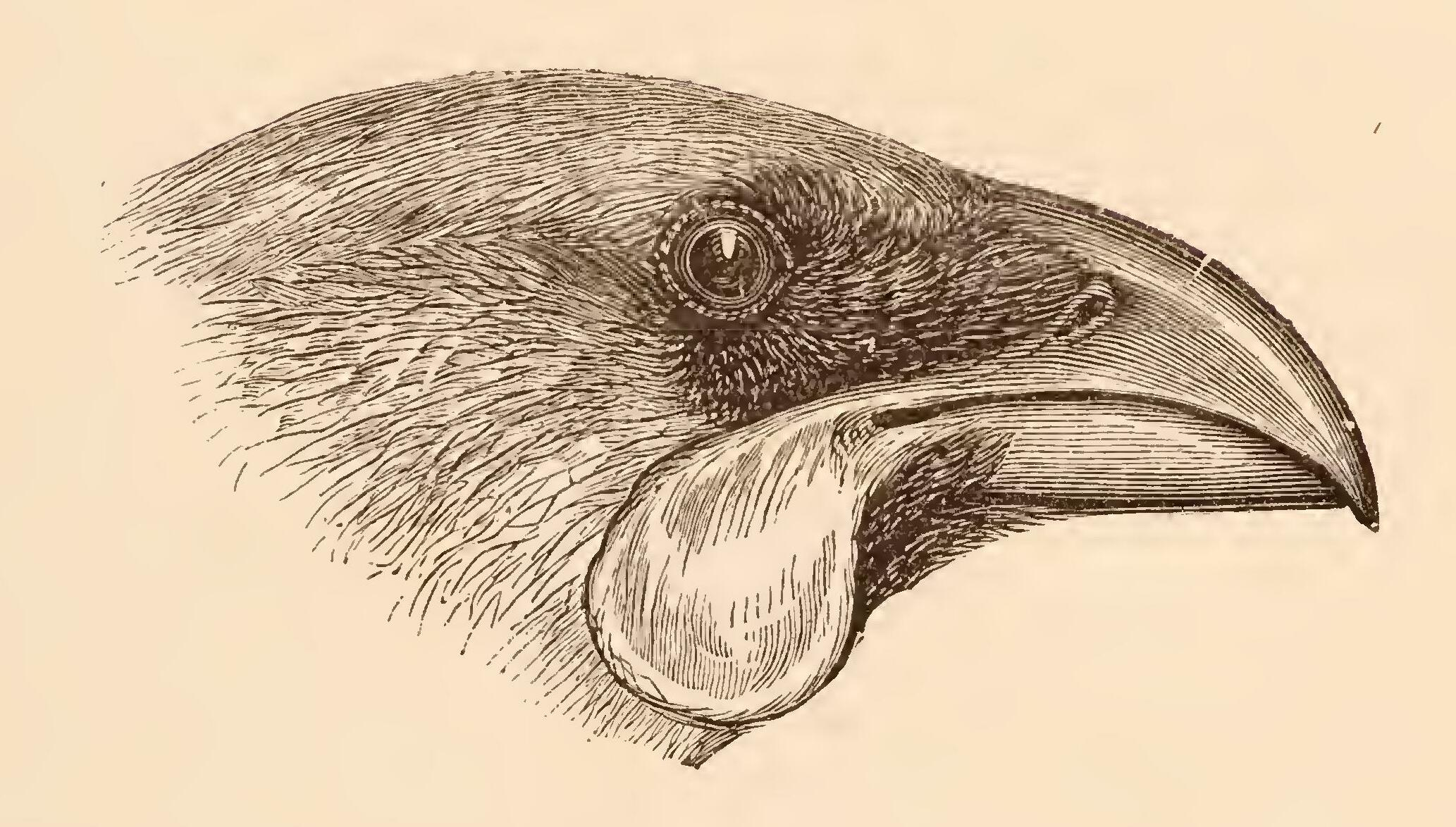
Testa di kokako.

Si tratta di uccelli di medie dimensioni, dai 25 cm dei sellarossa ai 38 cm dei kokako (mentre le femmine dell'huia giungevano a sfiorare il mezzo metro), caratterizzati da colorazione del piumaggio piuttosto sobria (grigia nei kokako, nera nell'huia e nei sellarossa) e dalla presenza di caruncole colorate ai lati della bocca, simili a dei bargigli, più grosse e colorate nei maschi rispetto alle femmine.
Tutte le specie sono caratterizzate da code piuttosto lunghe e rettangolari, zampe forti e dagli artigli ben sviluppati, ali arrotondate e aspetto nel complesso massiccio, con testa piuttosto piccola: mentre i sellarossa ricordano degli storni o dei merli indiani, i kokako dal becco corto e adunco sembrano una sorta di bizzarro incrocio fra un'averla e un gallo cedrone.

L'huia, un membro estintosi in tempi recenti della famiglia, possedeva un bizzarro e unico dimorfismo sessuale nella conformazione del becco, forte e simile a quello dei corvidi nel maschio e lungo e ricurvo come nei drepanidi o le nettarinie nella femmina.

## Distribuzione e habitat
Tutti i membri della famiglia sono endemici della Nuova Zelanda, con ogni genere che possiede un esponente nell'Isola del Nord ed uno nell'Isola del Sud, popolando le foreste vergini: fa eccezione l'huia, che era diffusa nella sola Isola del Nord.

I Calleidi sono caratterizzati dal presentare areale molto frammentario e circoscritto od attualmente limitato a piccole isole al largo della Nuova Zelanda, dove spesso sono stati traslocati per evitarne la scomparsa a causa della predazione da parte delle specie introdotte.

## Biologia

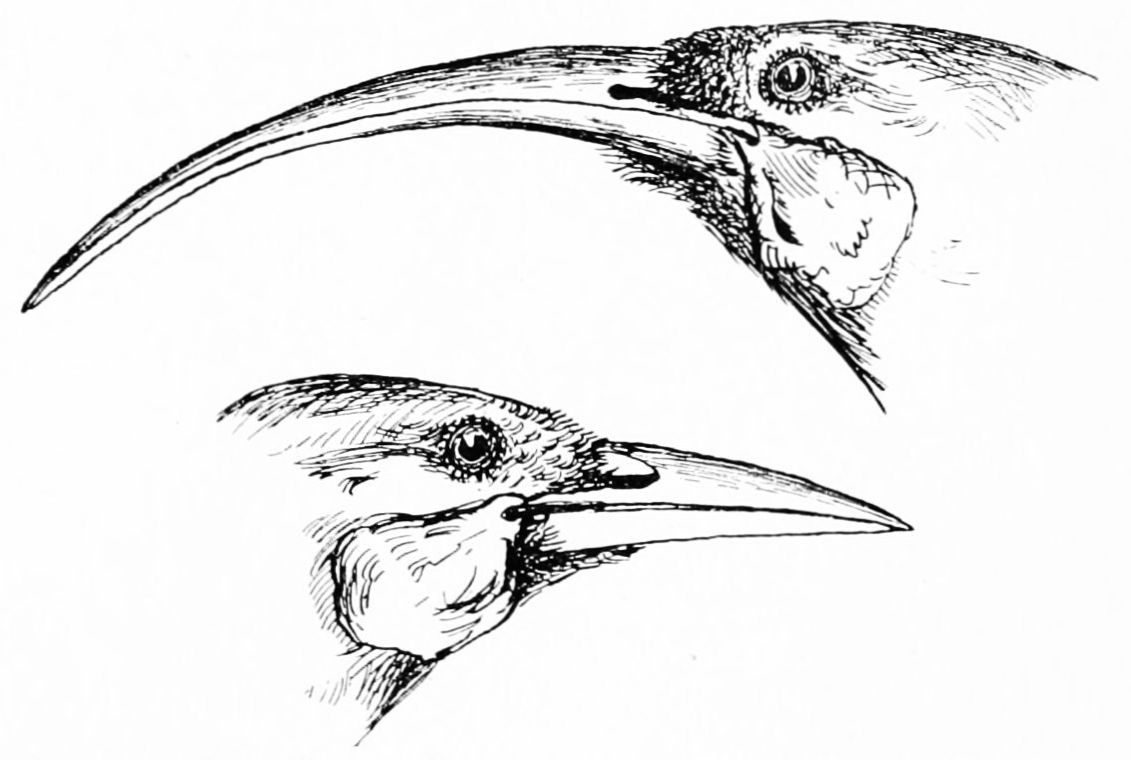
Teste di huia femmina (in alto) e maschio (in basso).

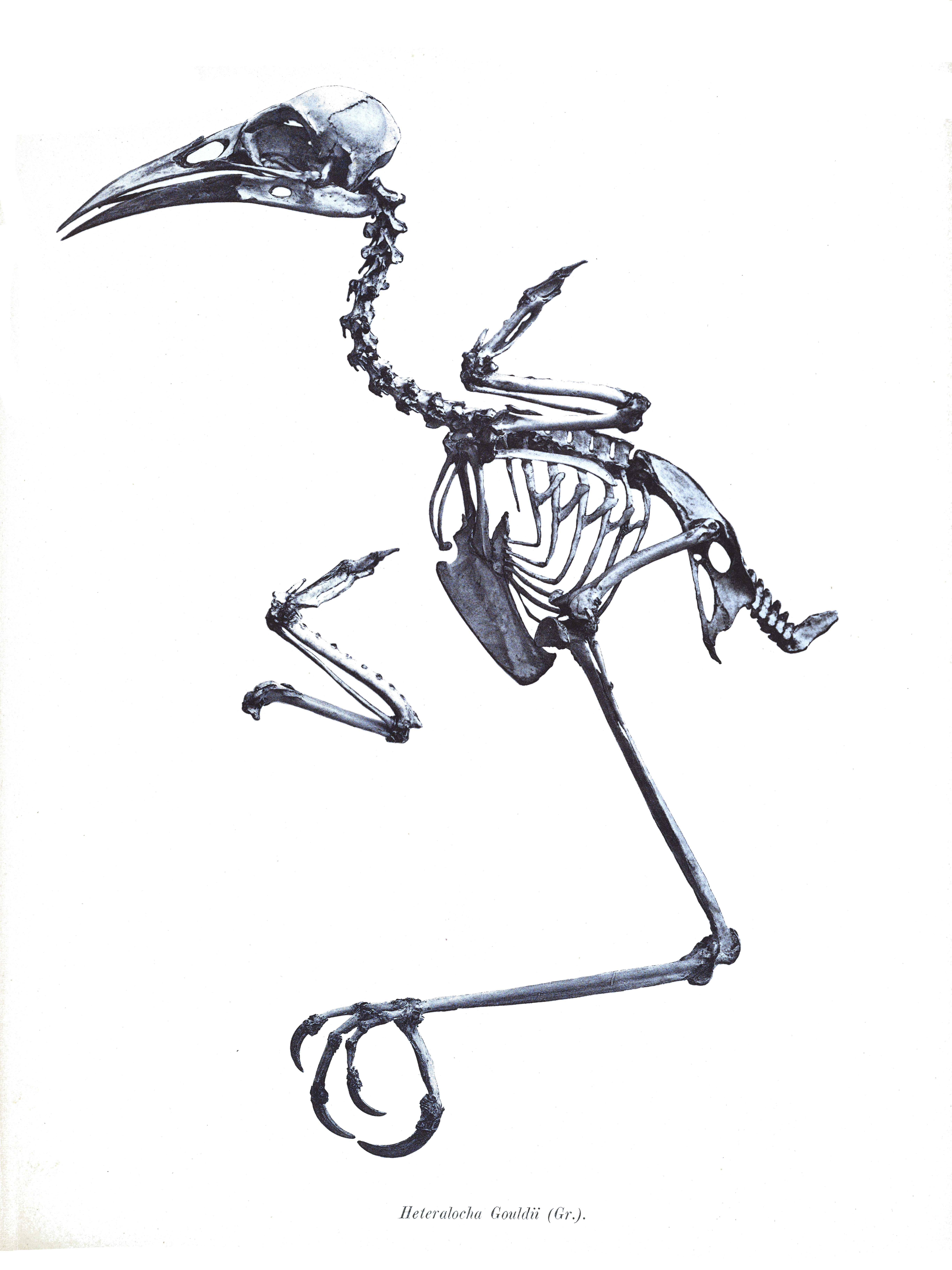
Scheletro di huia mostra le forti zampe atte a saltellare fra i rami.

Si tratta di uccelli diurni, molto attivi, capaci di volare ma che raramente s'involano (soprattutto i kokako), anche a causa della muscolatura alare insolitamente debole, preferendo rimanere al suolo o fra i rami. Quando erano numericamente più consistenti, alcune specie (i sellarossa) erano solite riunirsi in stormo, ed anche l'huia tendeva a vivere in gruppo.
La dieta è onnivora, coi kokako che privilegiano la parte vegetale rispetto a quella animale e i sellarossa che invece privilegiano la componente insettivora: nell'huia le differenze nella conformazione del becco fra i due sessi farebbero pensare a nicchie ecologiche differenti.
La riproduzione avviene in primavera ed estate: si tratta di uccelli monogami, le cui coppie, una volta formatesi, sono molto unite e rimangono assieme fino alla morte.

Il nido è a coppa e viene costruito in un albero cavo, nelle crepe delle rocce, o fra il denso fogliame del suolo: la cova delle 2-3 uova è appannaggio della femmina, mentre i pulli vengono accuditi da ambedue i genitori.

## Tassonomia
Alla famiglia vengono ascritti tre generi, per un totale di cinque specie:
Famiglia Callaeidae
- Genere Callaeas
  - Callaeas wilsoni (Bonaparte, 1850) - kokako dell'Isola del Nord
  - Callaeas cinereus (Gmelin, 1788) †  - kokako dell'Isola del Sud
- Genere Philesturnus

Callaeas cinereus.

  - Philesturnus rufusater (Lesson, 1828) - calleide caruncolato del nord
  - Philesturnus carunculatus (Gmelin, 1789) - calleide caruncolato del sud
- Genere Heteralocha †
  - Heteralocha acutirostris (Gould, 1837) †  - huia

In passato, le due specie di kokako e le due specie di sellarossa venivano trattate come sottospecie di una singola specie (rispettivamente C. cinereus e P. carunculatus): gli studi più recenti ne hanno invece ritenuta la distanza filetica sufficiente per l'elevazione al rango di specie a sé stante.
I tre generi sembrerebbero aver cominciato a divergere simultaneamente dall'ultimo antenato comune, confermando la monofilia della famiglia: più complicato risulta invece stabilire le relazioni tassonomiche di questi uccelli con le altre famiglie dell'infraordine Passerida, nell'ambito della quale essi sembrerebbero mostrare affinità con la famiglia monotipica dei Notiomystidae e verosimilmente anche coi Petroicidae.